# John V. Evans
John Victor Evans, född 18 januari 1925 i Malad City, Idaho, död 8 juli 2014 i Boise, Idaho, var en amerikansk demokratisk politiker. Han var viceguvernör i Idaho 1975–1977 och Idahos guvernör 1977–1987.
Evans deltog i andra världskriget i USA:s armé och studerade både national- och företagsekonomi vid Stanford University. Han var majoritetsledare i delstaten Idahos senat 1957–1958 och borgmästare i Malad City 1960–1966. År 1975 efterträdde Evans Jack M. Murphy som viceguvernör. Två år senare efterträdde han Cecil D. Andrus som guvernör. Evans efterträddes sedan år 1987 i guvernörsämbetet av företrädaren Andrus.